# 2MASS J1119–1137
2MASS J11193254–1137466 (AB)，常簡稱為2MASS J1119–1137，是由2顆行星質量天體組成的聯星系統，距離地球約86±23光年，在天球上位於巨爵座。2MASS J1119–1137的成員天體各自質量均為木星的4倍左右，並且可能是長蛇座TW星協的成員天體，年齡約1000萬年。

## 概要
2MASS J1119–1137是由來自加拿大、美國、和智利的天文學家組成的團隊在搜尋異常偏紅的棕矮星（這類異常偏紅色的棕矮星代表大氣層中有顯著的特徵，例如塵埃）時發現的。本天體的發現使用了史隆數位巡天（可見光）、2微米全天巡天（近紅外）、廣域紅外線巡天探測衛星（中波紅外線）的觀測資料。根據作者的說法，2MASS J1119–1137是資料中最為偏紅，最讓研究人員感興趣的天體。該發現的成果公布於2015年12月。
2016年4月，2MASS J1119–1137的第一篇詳細研究論文出版。研究人員使用南雙子望遠鏡對該天體進行紅外線光譜觀測。在該研究中計算出2MASS J1119–1137 的徑向速度和自行。研究中還確認了2MASS J1119–1137的低表面重力與年齡。
2016年11月和2017年3月，天文學家使用凱克II望遠鏡配合自适应光学技術拍攝2MASS J1119–1137的影像，並發現它是聯星系統。系統中2個天體在天球的角距離0.13788 ± 0.00034角秒（相當於線性投影距離3.6 ± 0.9  AU），並且兩者的视星等大致相等。2MASS J1119–1137系統的總質量估計為7.4+2.5
−1.9 MJ。該系統的全波段光度大約是0.00004 {\displaystyle L_{\bigodot }}。軌道週期估計為90+80
−50年。

## 外部連結
- 2MASS J1119–1137（页面存档备份，存于） （波兰語）